# Arizona Coyotes
Gli Arizona Coyotes sono una squadra professionistica di hockey su ghiaccio ora inattiva con sede in Arizona, a Glendale, sobborgo di Phoenix. Erano membri della Pacific Division della Western Conference della NHL. Nelle stagioni 2009-2010 e 2010-2011 la squadra si è qualificata per il Play Off della Stanley Cup. Nel 2011-2012 hanno perso le finali di Conference. Dal dicembre 2003 i Coyotes giocavano le partite casalinghe alla Gila River Arena (ma raramente veniva riempita dato che l'hockey a Phoenix non ha una grande tradizione), dopo aver trascorso sette stagioni e mezzo all'America West Arena (ora Talking Stick Resort Arena).
Dopo che una proposta per una nuova arena a Tempe fu rifiutata dai residenti della città nel maggio 2023, e dopo la conclusione della stagione 2023-24, i Coyotes sospesero le loro operazioni. In un accordo garantito dalla NHL, l'organizzazione dei Coyotes fu spostata a Salt Lake City per la creazione del nuovo Utah Hockey Club posseduto da Ryan Smith, proprietario degli Utah Jazz della NBA. I Coyotes, il cui nome e le altre proprietà intellettuali sono rimasti al loro ultimo proprietario in Arizona, è previsto mantengano alcune attività, in particolare riguardo agli sforzi di costruire una nuova arena nello Stato dell'Arizona. Se i Coyotes si assicureranno una nuova arena entro il 2029, sarà loro concesso di fare ritorno nella NHL, con la loro precedente storia, i record e la proprietà intellettuale intatte. In caso contrario, dovessero i Coyotes fallire nel trovare una nuova arena nel tempo concordato, la NHL avrà il diritto di estinguere la franchigia, risultando in una completa cessazione delle operazioni per il club.

## Storia
I Coyotes sono stati fondati il 27 dicembre 1971 come Winnipeg Jets della World Hockey Association (WHA). Dopo che la WHA ha cessato l'attività, sono stati una delle quattro franchigie assorbite dalla National Hockey League e ne sono diventati membri il 22 giugno 1979. I Jets si sono trasferiti a Phoenix il 1º luglio 1996 e sono stati rinominati Phoenix Coyotes. La NHL ha assunto la proprietà della franchigia nel 2009 dopo che il proprietario Jerry Moyes (che aveva sostenuto ingenti perdite finanziarie dal suo acquisto della squadra nel 2005) la girò alla lega dopo la dichiarazione di fallimento. Moyes aveva tentato di vendere privatamente la squadra al miliardario canadese Jim Balsillie, che voleva trasferire la squadra a Hamilton in Ontario ma la NHL ha protestato che la tentata vendita era una violazione della politica della lega e la corte è stata d'accordo.
Nei seguenti quattro anni, la lega con veemenza ha resistito a vendere la franchigia dagli interessi che avrebbero spostato la squadra fuori dalla zona di Phoenix e il 3 luglio 2013 ha raggiunto un accordo che manterrà la franchigia a Glendale per il prossimo futuro. La vendita all'IceArizona Acquisition Co., LLC. è stata completata il 5 agosto 2013. Il 27 giugno 2014 la franchigia ha cambiato il suo nome geografico da "Phoenix" a "Arizona", e ha modificato il logo secondario. Il 26 giugno 2015 la squadra ha introdotto le nuove maglie per la stagione 2015-16 NHL.

## Stagione 2007-2008
Dopo il risultato negativo della stagione precedente (record: 31-46, penultimi in tutta la lega), a metà della stagione 2007-2008 i Coyotes erano a ridosso della zona playoff che mancavano dal 2001-2002m quando furono eliminati al primo turno dai San Jose Sharks; tuttavia una seconda parte di stagione deludente ha portato i Coyotes fuori dai play-off chiudendo con 38 vittorie e 37 sconfitte. Il miglior realizzatore della franchigia, Radim Vrbata, ha partecipato all'All Star Game di Atlanta.

## Stagione 2008-2009
Per i Coyotes questa stagione si rivela addirittura peggiore della stagione precedente e la squadra si classifica penultima nella Western Conference con soli 79 punti.

## Stagione 2009-2010
Questa risulterà una grande annata per i Coyotes che, dopo una fase non brillantissima ad inizio stagione, si riprenderanno e si qualificheranno secondi nella Pacific Division dietro ai San Jose Sharks, approdando ai playoff dopo un'attesa di sette anni. La bella stagione coincide con il ritorno di Radim Vrbata in Arizona che con una serie sorprendente di gol risulterà il miglior marcatore della squadra.

## Stagione 2010-2011: secondo anno consecutivo ai Play Off
Altra buonissima stagione dei Coyotes che si qualificheranno terzi nella Pacific Division dietro a San Jose Sharks e agli Anaheim Ducks. Per il secondo anno consecutivo i Coyotes incroceranno le lame con i Detroit Red Wings uscendo, come capitato nella stagione precedente, sconfitti.

## Record stagione per stagione
Note: PG = partite giocate, V = vittorie, S = sconfitte, P = pareggi, OTL = sconfitte overtime, Pts = punti, GF = gol fatti, GS = gol subiti, PIM = penalità in minuti
| Season          | PG                                                  | V                                                   | S                                                   | P                                                   | OTL                                                 | Pts                                                 | GF                                                  | GS                                                  | PIM                                                 | Posizione finale                                    | Playoff |
| Winnipeg Jets   |                                                     |                                                     |                                                     |                                                     |                                                     |                                                     |                                                     |                                                     |                                                     |                                                     | |
| 1979-1980       | 80                                                  | 20                                                  | 49                                                  | 11                                                  | -                                                   | 51                                                  | 214                                                 | 314                                                 | 1251                                                | 5ª Smythe Division                                  | Non qualificata |
| 1980-1981       | 80                                                  | 9                                                   | 57                                                  | 14                                                  | -                                                   | 32                                                  | 246                                                 | 400                                                 | 1191                                                | 5ª Smythe Division                                  | Non qualificata |
| 1981-1982       | 80                                                  | 33                                                  | 33                                                  | 14                                                  | -                                                   | 80                                                  | 319                                                 | 332                                                 | 1314                                                | 2ª Norris Division                                  | Sconfitti nelle semifinali di Conference, 1–3 contro i (Blues) |
| 1982-1983       | 80                                                  | 33                                                  | 39                                                  | 8                                                   | -                                                   | 74                                                  | 311                                                 | 333                                                 | 1089                                                | 4ª Smythe Division                                  | Sconfitti nelle semifinali di Conference, 0–3 contro gli (Oilers) |
| 1983-1984       | 80                                                  | 31                                                  | 38                                                  | 11                                                  | -                                                   | 73                                                  | 340                                                 | 374                                                 | 1579                                                | 4ª Smythe Division                                  | Sconfitti nelle semifinali di Conference, 0–3 contro gli (Oilers) |
| 1984-1985       | 80                                                  | 43                                                  | 27                                                  | 10                                                  | -                                                   | 96                                                  | 358                                                 | 332                                                 | 1540                                                | 2ª Smythe Division                                  | Vincono le semifinali di Conference, 3–1 contro i (Flames) Sconfitti nelle finali di Conference, 0–4 contro gli (Oilers)                                                                     |
| 1985-1986       | 80                                                  | 26                                                  | 47                                                  | 7                                                   | -                                                   | 59                                                  | 295                                                 | 372                                                 | 1774                                                | 3ª Smythe Division                                  | Sconfitti nelle semifinali di Conference, 0–3 contro i (Flames) |
| 1986-1987       | 80                                                  | 40                                                  | 32                                                  | 8                                                   | -                                                   | 88                                                  | 279                                                 | 271                                                 | 1537                                                | 3ª Smythe Division                                  | Vincono le semifinali di Conference, 4–2 contro i (Flames) Sconfitti nelle finali di Conference, 0–4 contro gli (Oilers)                                                                     |
| 1987-1988       | 80                                                  | 33                                                  | 36                                                  | 11                                                  | -                                                   | 77                                                  | 292                                                 | 310                                                 | 2278                                                | 3ª Smythe Division                                  | Sconfitti nelle semifinali di Conference, 1–4 contro gli (Oilers) |
| 1988-1989       | 80                                                  | 26                                                  | 42                                                  | 12                                                  | -                                                   | 64                                                  | 300                                                 | 355                                                 | 1843                                                | 5ª Smythe Division                                  | Non qualificata |
| 1989-1990       | 80                                                  | 37                                                  | 32                                                  | 11                                                  | -                                                   | 85                                                  | 298                                                 | 290                                                 | 1639                                                | 3ª Smythe Division                                  | Sconfitti nelle semifinali di Conference, 3–4 contro gli (Oilers) |
| 1990-1991       | 80                                                  | 26                                                  | 43                                                  | 11                                                  | -                                                   | 63                                                  | 260                                                 | 288                                                 | 1675                                                | 5ª Smythe Division                                  | Non qualificata |
| 1991-1992       | 80                                                  | 33                                                  | 32                                                  | 15                                                  | -                                                   | 81                                                  | 251                                                 | 244                                                 | 1907                                                | 4ª Smythe Division                                  | Sconfitti nelle semifinali di Conference, 3–4 contro i (Canucks) |
| 1992-1993       | 84                                                  | 40                                                  | 37                                                  | 7                                                   | -                                                   | 87                                                  | 322                                                 | 320                                                 | 1851                                                | 4ª Smythe Division                                  | Sconfitti nelle semifinali di Conference, 2–4 contro i (Canucks) |
| 1993-1994       | 84                                                  | 24                                                  | 51                                                  | 9                                                   | -                                                   | 57                                                  | 245                                                 | 344                                                 | 2143                                                | 6ª Central Division                                 | Non qualificata |
| 1994-1995       | 48                                                  | 16                                                  | 25                                                  | 7                                                   | -                                                   | 39                                                  | 157                                                 | 177                                                 | 1141                                                | 6ª Central Division                                 | Non qualificata |
| 1995-1996       | 82                                                  | 36                                                  | 40                                                  | 6                                                   | -                                                   | 78                                                  | 275                                                 | 291                                                 | 1622                                                | 5ª Central Division                                 | Sconfitti nei quarti di finale di Conference, 2–4 contro i (Red Wings) |
| Phoenix Coyotes |                                                     |                                                     |                                                     |                                                     |                                                     |                                                     |                                                     |                                                     |                                                     |                                                     | |
| 1996-1997       | 82                                                  | 38                                                  | 37                                                  | 7                                                   | -                                                   | 83                                                  | 240                                                 | 243                                                 | 1582                                                | 3ª Central Division                                 | Sconfitti nei quarti di finale di Conference, 3–4 contro i (Mighty Ducks) |
| 1997-1998       | 82                                                  | 35                                                  | 35                                                  | 12                                                  | -                                                   | 82                                                  | 224                                                 | 227                                                 | 1602                                                | 4ª Central Division                                 | Sconfitti nei quarti di finale di Conference, 2–4 contro i (Red Wings) |
| 1998-1999       | 82                                                  | 39                                                  | 31                                                  | 12                                                  | -                                                   | 90                                                  | 205                                                 | 197                                                 | 1412                                                | 2ª Pacific Division                                 | Sconfitti nei quarti di finale di Conference, 3–4 contro i (Blues) |
| 1999-2000       | 82                                                  | 39                                                  | 31                                                  | 8                                                   | 4                                                   | 90                                                  | 232                                                 | 228                                                 | 940                                                 | 3ª Pacific Division                                 | Sconfitti nei quarti di finale di Conference, 1–4 contro gli (Avalanche) |
| 2000-2001       | 82                                                  | 35                                                  | 27                                                  | 17                                                  | 3                                                   | 90                                                  | 214                                                 | 212                                                 | 1337                                                | 4ª Pacific Division                                 | Non qualificata |
| 2001-2002       | 82                                                  | 40                                                  | 27                                                  | 9                                                   | 6                                                   | 95                                                  | 228                                                 | 210                                                 | 1154                                                | 2ª Pacific Division                                 | Sconfitti nei quarti di finale di Conference, 1–4 contro gli (Sharks) |
| 2002-2003       | 82                                                  | 31                                                  | 35                                                  | 11                                                  | 5                                                   | 78                                                  | 204                                                 | 230                                                 | 1433                                                | 4ª Pacific Division                                 | Non qualificata |
| 2003-2004       | 82                                                  | 22                                                  | 36                                                  | 18                                                  | 6                                                   | 68                                                  | 188                                                 | 245                                                 | 1300                                                | 5ª Pacific Division                                 | Non qualificata |
| 2004-2005       | Stagione cancellata a causa del NHL 2004-05 lockout | Stagione cancellata a causa del NHL 2004-05 lockout | Stagione cancellata a causa del NHL 2004-05 lockout | Stagione cancellata a causa del NHL 2004-05 lockout | Stagione cancellata a causa del NHL 2004-05 lockout | Stagione cancellata a causa del NHL 2004-05 lockout | Stagione cancellata a causa del NHL 2004-05 lockout | Stagione cancellata a causa del NHL 2004-05 lockout | Stagione cancellata a causa del NHL 2004-05 lockout | Stagione cancellata a causa del NHL 2004-05 lockout | Stagione cancellata a causa del NHL 2004-05 lockout |
| 2005-2006 1     | 82                                                  | 38                                                  | 39                                                  | -                                                   | 5                                                   | 81                                                  | 246                                                 | 271                                                 | 1493                                                | 5ª Pacific Division                                 | Non qualificata |
| 2006-2007       | 82                                                  | 31                                                  | 46                                                  | -                                                   | 5                                                   | 67                                                  | 216                                                 | 284                                                 | 1038                                                | 5ª Pacific Division                                 | Non qualificata |
| 2007-2008       | 82                                                  | 38                                                  | 37                                                  | -                                                   | 7                                                   | 83                                                  | 214                                                 | 231                                                 | 1175                                                | 4ª Pacific Division                                 | Non qualificata |
| 2008-2009       | 82                                                  | 36                                                  | 39                                                  | -                                                   | 7                                                   | 79                                                  | 208                                                 | 252                                                 | 1056                                                | 4ª Pacific Division                                 | Non qualificata |
| 2009-2010       | 82                                                  | 50                                                  | 25                                                  | -                                                   | 7                                                   | 107                                                 | 225                                                 | 202                                                 | 901                                                 | 2ª Pacific Division                                 | Sconfitti nei quarti di finale di Conference, 3–4 contro i (Red Wings) |
| 2010-2011       | 82                                                  | 43                                                  | 26                                                  | -                                                   | 13                                                  | 99                                                  | 231                                                 | 226                                                 | 863                                                 | 3ª Pacific Division                                 | Sconfitti nei quarti di finale di Conference, 0–4 contro i (Red Wings) |
| 2011-2012       | 82                                                  | 42                                                  | 27                                                  | -                                                   | 13                                                  | 97                                                  | 216                                                 | 204                                                 | 757                                                 | 1ª Pacific Division                                 | Vincono i quarti di finale di Conference, 4–2 contro i (Blackhawks) Vincono le semifinali di Conference, 4–1 contro i (Predators) Sconfitti nelle finali di Conference, 1–4 contro i (Kings) |
| 2012-2013       | 48                                                  | 21                                                  | 18                                                  | -                                                   | 9                                                   | 51                                                  | 125                                                 | 131                                                 | -                                                   | 4ª Pacific Division                                 | Non qualificata |
| 2013-2014       | 82                                                  | 37                                                  | 30                                                  | -                                                   | 15                                                  | 89                                                  | 216                                                 | 231                                                 | -                                                   | 4ª Pacific Division                                 | Non qualificata |
| Arizona Coyotes |                                                     |                                                     |                                                     |                                                     |                                                     |                                                     |                                                     |                                                     |                                                     |                                                     | |
| 2014-2015       | 82                                                  | 24                                                  | 50                                                  | -                                                   | 8                                                   | 56                                                  | 170                                                 | 272                                                 | -                                                   | 7ª Pacific Division                                 | Non qualificata |
| 2015-2016       | 82                                                  | 35                                                  | 39                                                  | -                                                   | 8                                                   | 78                                                  | 209                                                 | 245                                                 | -                                                   | 4ª Pacific Division                                 | Non qualificata |
| 2016-2017       | 82                                                  | 32                                                  | 42                                                  | -                                                   | 10                                                  | 70                                                  | 197                                                 | 260                                                 | -                                                   | 6ª Pacific Division                                 | Non qualificata |
| 2017-2018       | 82                                                  | 29                                                  | 41                                                  | -                                                   | 12                                                  | 70                                                  | 208                                                 | 256                                                 | -                                                   | 8ª Pacific Division                                 | Non qualificata |
| 2018-2019       | 82                                                  | 39                                                  | 35                                                  | -                                                   | 8                                                   | 86                                                  | 213                                                 | 223                                                 | -                                                   | 4ª Pacific Division                                 | Non qualificata |

1 Nella stagione 2005-2006 tutte le partite dovevano avere una squadra vincente; la colonna OTL include anche le SOL (sconfitte shoot-out).